# Epiplema lustrata
Epiplema lustrata är en fjärilsart som beskrevs av William Schaus 1913. Epiplema lustrata ingår i släktet Epiplema och familjen Uraniidae. Inga underarter finns listade i Catalogue of Life.